# Atemschaukel
Atemschaukel ist ein 2009 erschienener Roman von Herta Müller, die im selben Jahr mit dem Nobelpreis für Literatur ausgezeichnet wurde. Darin berichtet Leopold Auberg, ein Siebzehnjähriger aus Siebenbürgen, über seine Deportation in das Arbeitslager Nowo-Gorlowka in der Sowjet-Ukraine. Die Verfolgung Rumäniendeutscher unter Stalin wird in einer individuellen Geschichte sichtbar gemacht. Der im Hanser Verlag publizierte Roman kam in die Shortlist für den Deutschen Buchpreis 2009.
Wesentliche Motive sind Hunger und Heimweh.

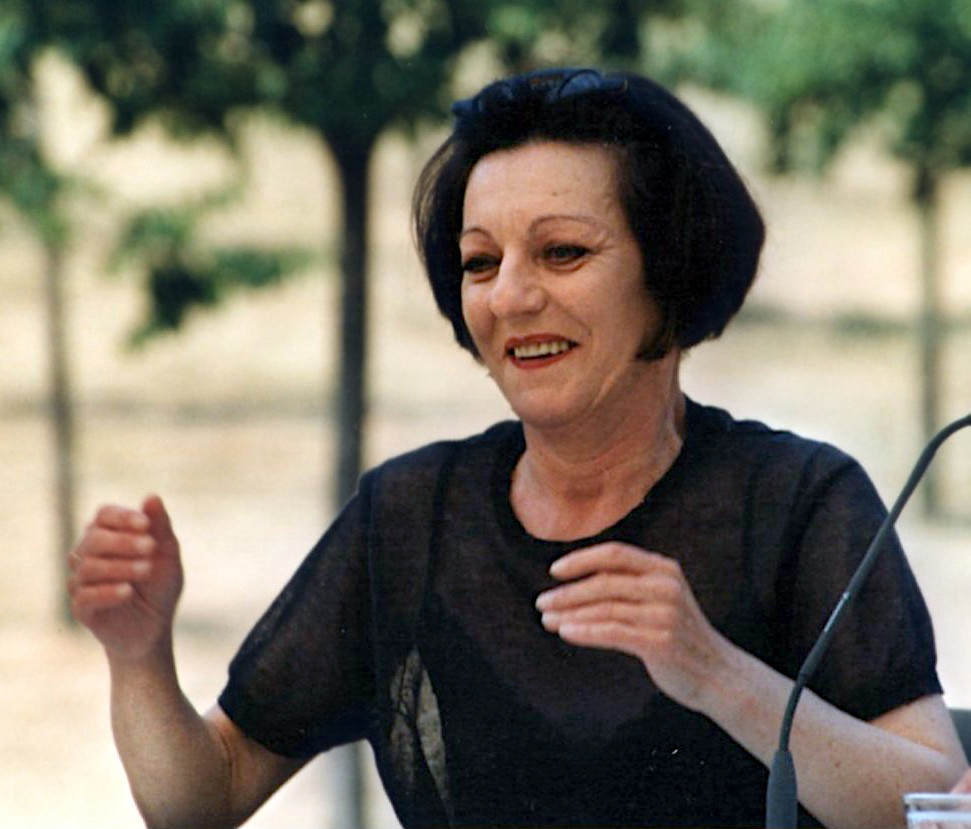
Lesung „Atemschaukel“, Potsdam, Juli 2010

## Handlung
Der siebzehnjährige Leopold Auberg wird als ein Mitglied der Volksgruppe der Siebenbürger Sachsen von den anrückenden Sowjetsoldaten zum Arbeitsdienst in die Sowjetunion deportiert. Im Lager angekommen durchlebt er fünf Jahre voller Entbehrung und Hunger. Von den Bewachern und dem Natschalnik (vergleichsweise Kapo) Tur Prikulitsch unterdrückt, passt er sich jedoch geistig und körperlich an das Lagerleben an und arrangiert sich mit den Gegebenheiten.
Auch nach seiner Entlassung aus dem Lager steht Leopold weiter unter dem Eindruck des dort Erlebten.

## Entstehung
Die Autorin hat den Stoff in Gesprächen mit dem Lyriker Oskar Pastior und anderen Überlebenden gesammelt. 2004 reisten Ernest Wichner, Oskar Pastior und Herta Müller mit Unterstützung der Robert Bosch Stiftung an Orte ehemaliger Zwangsarbeiterlager in der Ukraine.

## Erzählstruktur
Traditionell chronologisch – mit einigen Rückblenden in die Zeit vor der Internierung – wird die Geschichte des Ich-Erzählers Leopold Aubergs von seiner Internierung im Januar 45 bis zu seiner Ankunft zu Hause 1950 erzählt, und zwar aus der zeitlichen Distanz von mehr als 30 Jahren. Den Abschluss bilden wenige Kapitel, die das Leben nach der Rückkehr aus dem Arbeitslager und die Flucht nach Österreich skizzieren. Eingeteilt ist der Roman in 64 Kapitel. Sie sind in der Regel sehr kurz. Am Anfang stehen die beiden längsten Kapitel, in denen die Umstände der Internierung und der Abtransport sowie die ersten Überlebensstrategien erzählt werden. Nahtlos eingefügt sind Vor- und Rückblenden. In den Rückblenden herrschen zwei Themen vor, die Familie sowie das Verhältnis Leos zu deren einzelnen Mitgliedern und der Umgang mit seiner Homosexualität. In den Vorblenden gibt es nur ein Thema, wie das Lagerleben die Zeit danach prägt.

## Motive
* Hunger / Hungerengel
Er ist das Hauptmotiv und beeinflusst die Handlung der Figuren. Der Hungerengel wird personifiziert und bekommt menschliche Eigenschaften („Der Hungerengel staunte'“, S. 251). Den Hungerengel muss man sich wie einen Geist vorstellen, den der Hungernde sich schafft, um gegen ihn kämpfen zu können. Der Hungerengel bewegt sich als häufigst genannte Person unter den anderen Personen, ihm kann man gegenübertreten, sich mit ihm auseinandersetzen oder sich ihm anheimgeben.
* Heimweh
Das Heimweh ist das wichtigste Leitmotiv in dem Roman. Es ist die Umkehrung des Fernwehs, mit dem Leo den Abtransport aus Hermannstadt akzeptiert. Während der 17-Jährige die Stadt als „Fingerhut, wo alle Steine Augen haben“ metaphorisch verkleinert und als Belästigung empfindet, wird im Lager die Welt seiner Kindheit und Jugend zum Lebens- und Sehnsuchtsort. Immer wieder sind die schlaflosen Stunden in der Nacht gefüllt mit den Erinnerungen an die Heimat: die Angst um das Leben der Angehörigen und die Angst, von ihnen vergessen zu sein. Der Hunger zwingt, an die heimischen, satt machenden Gerichte zu denken. Jeder Gegenstand kann Kindheitserlebnisse wachrufen wie die Gewichte der Kuckucksuhr, die in ihrer Zapfenform in die heimischen Wälder und ihre Gerüche und zu den Jagdgängen mit dem Vater zurückführen. Heimweh und Sicherheit liegen im Abschiedssatz der Großmutter „Ich weiss du kommst wieder.“ In ihm liegt die Gewissheit, dass jemand an Leo denkt und in Gedanken unter die Lebenden zählt. Er wird zum Schutz gegen jede Verzweiflung während der Lagerzeit und schürt den Kampf gegen das Verhungern, dem viele Mitgefangene unterliegen.

## Rezensionen
Die Sprache dieses Romans, die altertümlich und mal klar, mal überbordend sei, konserviere die untergegangene Welt des k.u.k-Sprachraums, in dem mehrere Sprachen nebeneinander existierten: Jiddisch, Russisch, Ungarisch, Rumänisch und Deutsch, so Ina Hartwig. Müllers Wortbildungen wie „Eigenbrot“ und „Herzschaufel“ ebenso wie „Atemschaukel“ erinnern Hartwig an die frühe Lyrik Paul Celans. Daniela Strigl hebt hervor, dass Herta Müller in Atemschaukel literarische Bilder für das Außersprachliche gefunden hat, in einer zeitlosen Studie über den Menschen in extremis, die mit den Erfahrungen des schrecklichen 20. Jahrhunderts gesättigt sei. Bezeugt werde das komplexe Verhältnis von Erinnerung und Sprache, so Michael Lentz.

## Leseerlebnis
Ina Hartwig berichtet, dass die Leserin durch Herta Müllers „Beschwörung der poetischen Kraft im Unglück“ an ihre eigene Grenze stoße. Diese poetische Kraft läge unter anderem darin, dass Müller mit der Metaphorik des Hungerengels eine Gefahrenzone entstehen ließe, denn, so findet Hartwig: „Den Hungerengel muss man sich wie einen Geist vorstellen, den der Hungernde sich schafft, um gegen ihn kämpfen zu können“ – nur dass der Überlebende feststellen müsse, dass der Hungerengel ihn für immer in Besitz genommen habe, ein Würgegriff, so Hartwig, der dazu führe, dass Leo niemandem mehr sein Herz wird schenken können. Hartwig empfindet Atemschaukel auch deswegen als eine Herausforderung und als ein „schwierig schönes Geschenk.“

## Theateraufführung
Im Oktober 2021 findet am Schauspiel Köln die Uraufführung einer Bühnenfassung von Atemschaukel unter der Regie von Bastian Kraft statt.

## Ausgaben
- Herta Müller: Atemschaukel. Hanser Verlag, München 2009, ISBN 978-3-446-23391-1.
- Hörbuchversion: Herta Müller: Atemschaukel. Gekürzt. Gelesen von Ulrich Matthes. Hörbuch Hamburg, Hamburg 2009, ISBN 978-3-89903-686-2.

## Forschungsliteratur
- Laura Laza: Herta Müllers Atemschaukel. Überlegungen zur Poetik des Romans. In: Spiegelungen. Zeitschrift für deutsche Kultur und Geschichte Südosteuropas. Heft 2.2015, Jahrgang 10 (64).München 2015, ISSN 1862-4995.
- Unni Langås (2013): „Immer schuldig. Herta Müllers Roman Atemschaukel – ein Bericht über Traumata.“ In: Dichtung und Diktatur. Die Schriftstellerin Herta Müller, herausgegeben von Helgard Mahrdt und Sissel Lægreid, Inhaltsverzeichnis des Bandes (PDF; 157 kB), Würzburg: Königshausen & Neumann, 2013, ISBN 978-3-8260-5246-0, Seiten 149–170.
- Emanuelle Prak-Derrington (2013): „Sprachmagie und Sprachgrenzen. Zu Wort- und Satzwiederholungen in Herta Müllers Atemschaukel.“ In: Dichtung und Diktatur. Die Schriftstellerin Herta Müller, herausgegeben von Helgard Mahrdt und Sissel Lægreid, Inhaltsverzeichnis des Bandes (PDF; 157 kB), Würzburg: Königshausen & Neumann, 2013, ISBN 978-3-8260-5246-0, Seiten 133–147.
- Olivia Spiridon (2013): „From Fact to Fiction: Herta Müller’s Atemschaukel.“ In: Herta Müller. Politics and aesthetics. Edited by Bettina Brandt and Valentina Glajar, University of Nebraska Press, Lincoln 2013, ISBN 978-0-8032-4510-5, Seiten 130–154. Leseprobe zum Band (pdf) Leseprobe enthält: Inhaltsverzeichnis des Bandes; Introduction by Bettina Brandt and Valentina Glajar; Kapitel 1: Allan Stoekl: Herta Müller. Writing and Betrayal; Kapitel 2: Herta Müllers Nobelpreisrede. Ins Englische übersetzt von Philip Boehm.
- Boris Hoge (2012): Deutsche Opfer, russische Täter: Verabsolutierter Opferstatus in Herta Müllers „Atemschaukel“. In: Ders.: Schreiben über Russland. Die Konstruktion von Raum, Geschichte und kultureller Identität in deutschen Erzähltexten seit 1989. Heidelberg: Winter 2012, S. 209–235.
- Bettina Bannasch (2011): „Zero – A Gaping Mouth: The Discourse of the Camps in Herta Müller’s Atemschaukel“, in: Other people's pain : narratives of trauma and the question of ethics, herausgegeben von Martin Modlinger und Philipp Sonntag, Inhaltsverzeichnis des Bandes (pdf), Lang, Bern, ISBN 978-3-0343-0260-9, Seiten 115–144.